# Fredrik Benzinger
Fredrik August Benzinger, född den 2 maj 1868 i Reutlingen, Württemberg, död den 27 februari 1953 i Stockholm, var en svensk företagsledare
Benzinger var verkställande direktör för Stockholms mjölkförsäljningsaktiebolag 1905–1915 och för Mjölkcentralen, Lantmännens mjölkförsäljningsförening 1915–1936. Han var konsul för Chile 1912–1929. Benzinger blev riddare av Vasaorden 1912 och av Nordstjärneorden 1922 samt kommendör av andra klassen av Vasaorden 1928. Han vilar i Gustaf Vasa kyrkas kolumbarium i Stockholm.